# Massif de Chambeyron
Pour les articles homonymes, voir Chambeyron (homonymie).
Le massif de Chambeyron est un massif des Alpes, à cheval entre la France et l'Italie, entre le massif d'Escreins, les Alpes cottiennes et le massif du Mercantour-Argentera. Il occupe les hautes vallées de l'Ubaye, de la Maira, de la Varaita et de la Stura di Demonte.

## Toponymie

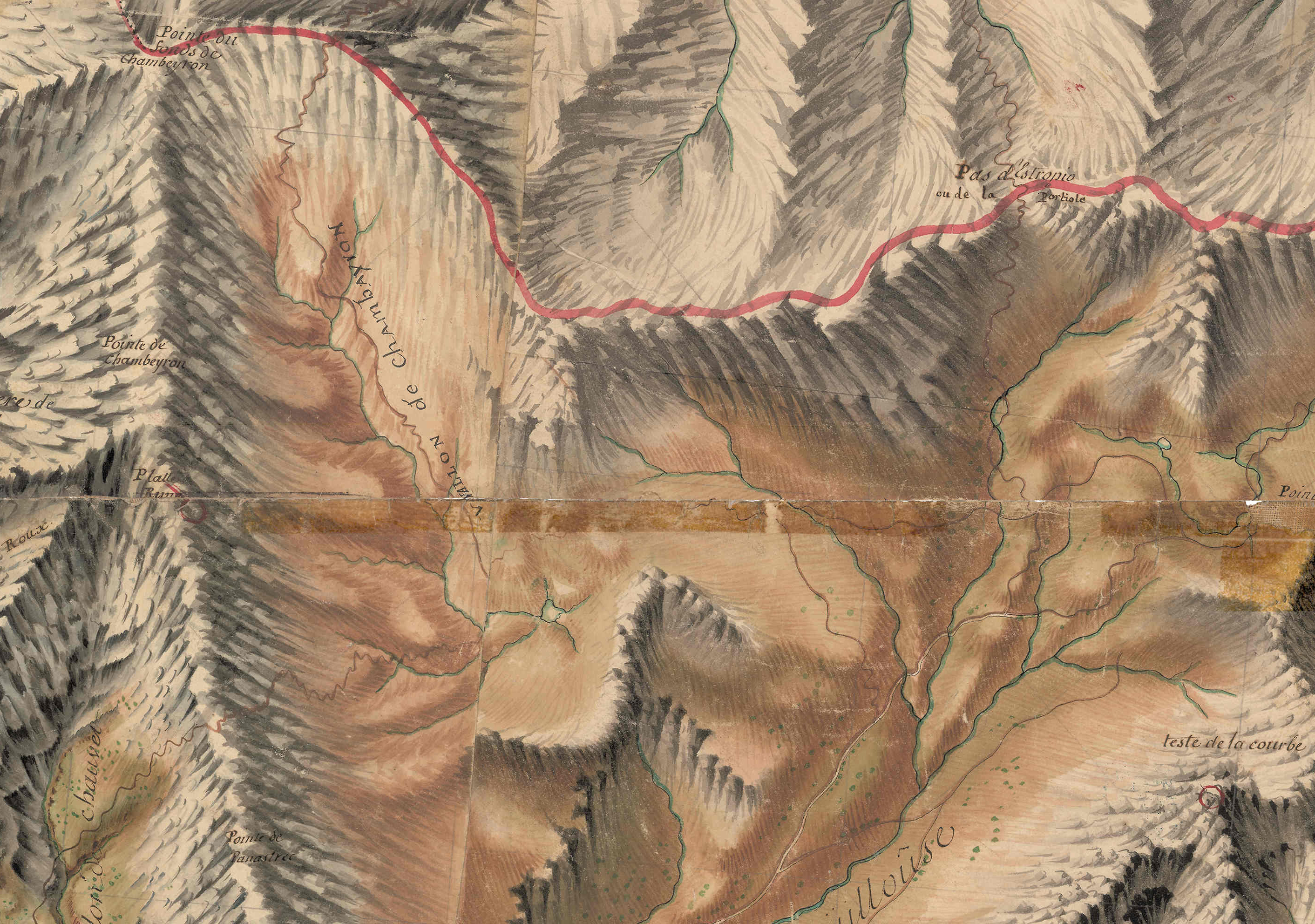
Extrait issu des Ascensions oubliées des officiers géographes dans les Alpes du Sud. Carte aquarellée, dessinée au 1/14400e, établie entre 1749 et 1755 sous la direction de Pierre Joseph de Bourcet, ingénieur militaire.

Dans le dictionnaire Le langage de la vallée de Barcelonnette en 1920, le fondateur et président de la section locale du Club alpin français de l'Ubaye, François Arnaud avec G. Morin affirment sans autre commentaire le lien étymologique entre le mot valéian Chambeiroun, désignant des guêtres ou petites jambières, et le toponyme du massif. François Arnaud fut conseiller municipal de Barcelonnette (sous-préfecture) pendant 32 ans, notaire et érudit, il gravit de nombreux sommets alpins et publia beaucoup. Ils écrivent : « Espèces de chaussures de Fours consistant en une peau qu'on attache sur le pied avec un lacet. C'est le nom du massif de la haute Ubaye ».
En 1785, Claude-François Achard, dans le Dictionnaire de la Provence et du Comté Venaissin, propose une étymologie proche de jambière, sans toutefois faire le lien avec le toponyme du massif.
En patois local, le valéian, la jambe s'écrit Chamba prononcé approximativement tchamba. Les anciens prononcent aussi Chambeyron avec cet accent tonique en rajoutant presque un « T » au début de ce toponyme. Ce toponyme serait alors lié à l'équipement de montagne nécessaire. Les franchissements, qui furent d'importance capitale vers le Piémont, rencontrent effectivement de très nombreux pierriers et névés. Ce serait alors un toponyme semblable à Enchastraye (trois lieux différents en Ubaye) qu'on peut traduire par « mettre ses raquettes à neige ». Chastre désigne une petite raquette à neige ronde. La terminaison « on » est une francisation de « oun » connotant une petitesse, ou un lien affectif. La prononciation de la racine initiale chambeyr est assez homophonique du français « jambière » qui peut en dériver. Dans cette optique le petit accessoire nécessaire au franchissement serait l'éponyme du massif.
En toponymie il est très courant que des racines proches attirent vers une autre étymologie. Par exemple cham provient des notions de camp, de champs et aussi « cambe » (notion de courbe et aussi du brasseur), d'ailleurs les topographes ont été très tentés par celles-ci. Pour preuve les graphies du toponyme Chambeyron : la carte de Cassini orthographie le toponyme Le Champ-Beiron. La carte de Guillaume Delisle (1675-1726) « Partie Méridionale du Piémont et du Montferrat », qui date de 1707, indique pour sa part Chamberon. Ces deux formes sont proches d'autres toponymes de la commune : le proche Champ-Rond surplombant le Châtelet et Champ-Grandet au Melezen. D'autres toponymes proches pourraient provenir de cette racine liée à « jambe » qui a beaucoup d'orthographes différentes jamb, camb, chamb. Le ravin de Chambe-Lève, à Saint-Clément-sur-Durance, est un exemple assez univoque[réf. nécessaire].

## Géographie

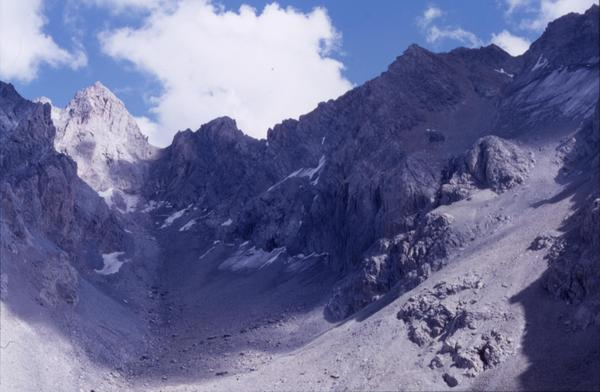
Vue du vallon de Chauvet et de l'aiguille de Chambeyron.

Le massif de Chambeyron appartient à l'épine dorsale de la zone intra-alpine méridionale. Il se trouve dans une zone isolée et peu visible de la chaîne alpine. Son point culminant est l'aiguille de Chambeyron culminant à 3 412 m.
Il est très peu englacé. La plupart des glaciers sont en voie de disparition, ou ont disparu au cours du XXe siècle. Seuls subsistent le glacier de Marinet et le glacier de Chauvet sur l'ubac de l'aiguille de Chambeyron. On note aussi la présence de nombreux glaciers rocheux.
Le massif fait partie des Alpes internes et il est principalement constitué de roches sédimentaires, notamment des calcaires dolomitiques du Trias surmontés par les marbres rosés du Malm (Jurassique) et du schiste.

### Principaux sommets
Les principaux sommets sont :
- l'aiguille de Chambeyron, 3 412 m, le point culminant
- le Brec de Chambeyron, 3 389 m
- le Bric de Rubren, 3 340 m
- la pointe d'Aval (ou de Chauvet), 3 320 m
- le pic du Pelvat, 3 220 m
- la tête de Malacoste, 3 216 m
- le Brec de l'Homme, 3 211 m

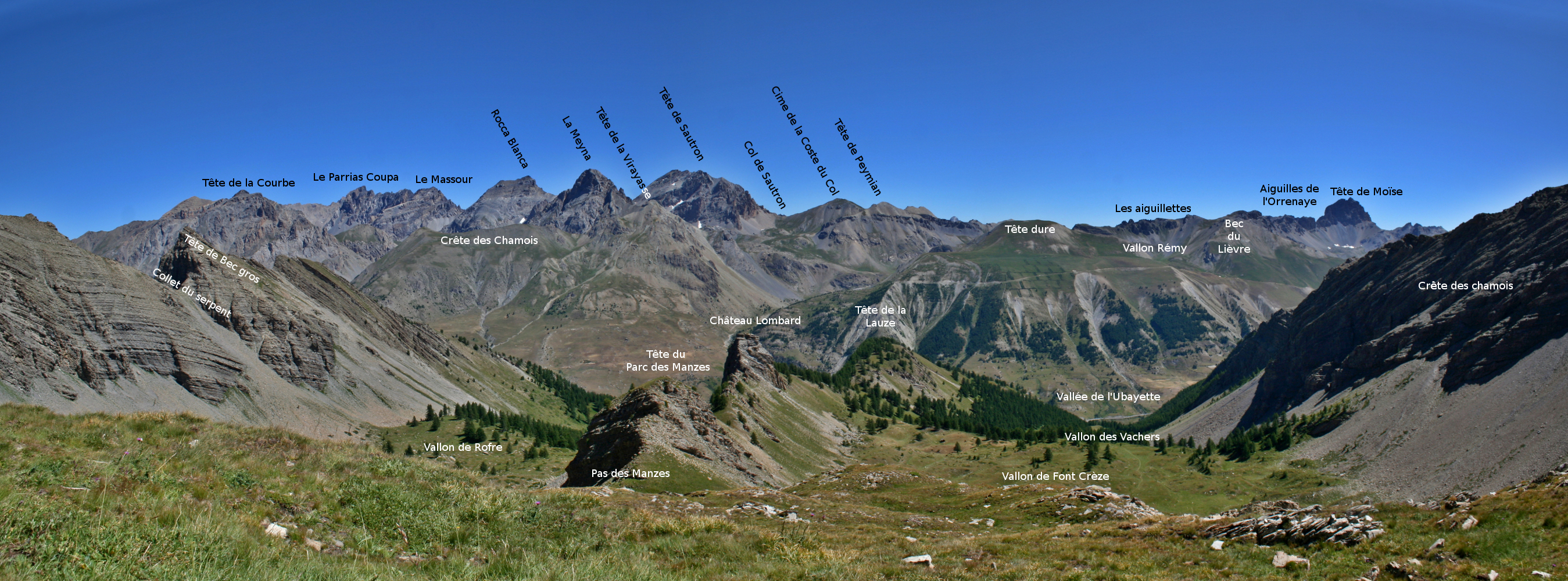
En arrière-plan, crêtes de la partie occidentale du massif, rive droite de l'Ubayette.

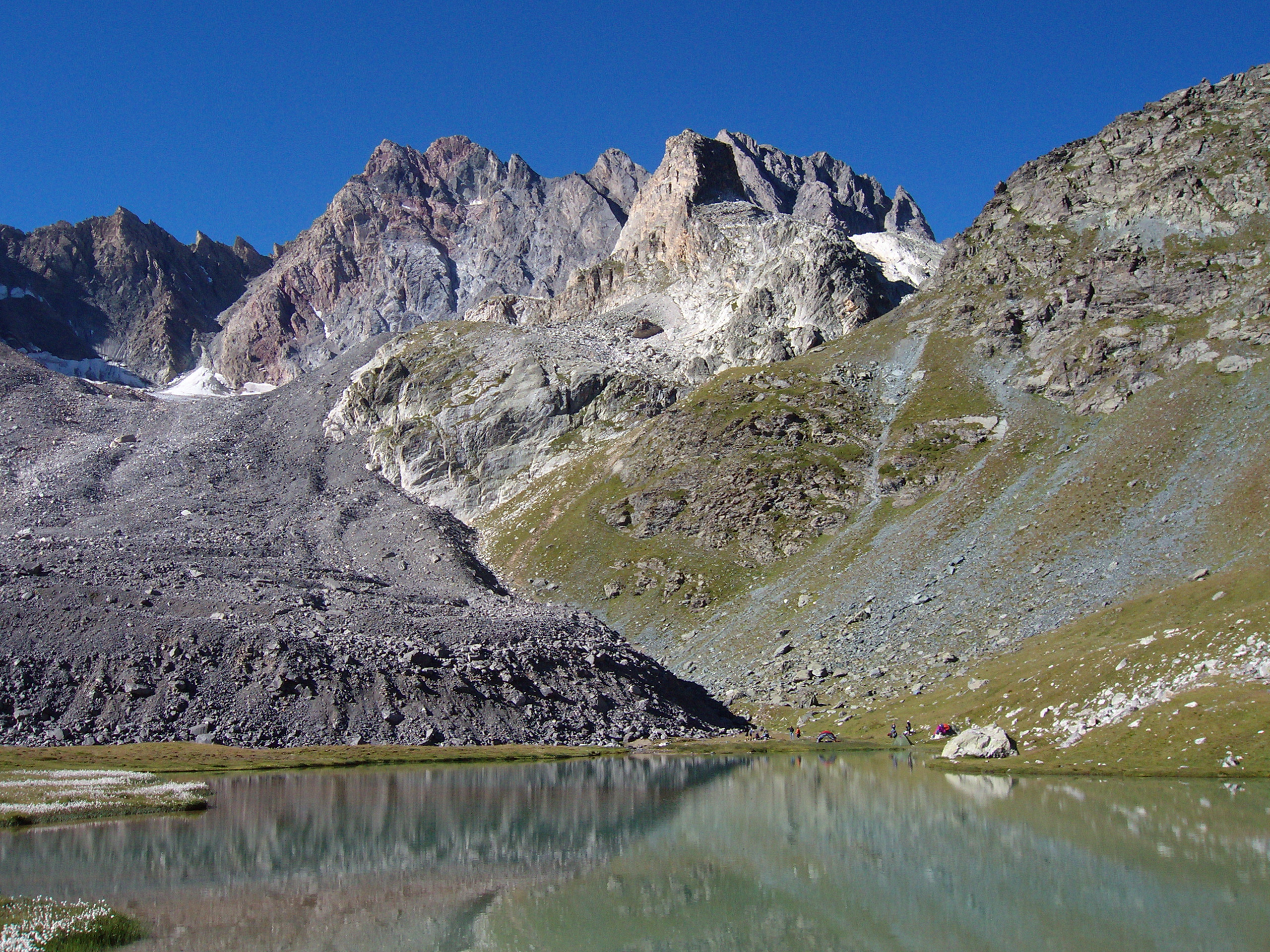
Vue du nord de l'aiguille de Chambeyron avec le lac et le glacier rocheux du Marinet au premier plan.

- la pointe-Haute de Mary, 3 206 m
- la roche Blanche, 3 193 m
- la pointe du Fond du Roure, 3 184 m
- les dents de Maniglia, 3 183 m
- la tête de Sautron, 3 165 m
- le Pelvat de Chabrière, 3 157 m
- la tête de la Fréma, 3 151 m
- la Cima di Pienasea, 3 132 m
- la pointe-Basse de Mary, 3 126 m
- la Serrière de la Testera, 3 126 m
- la tête de Moïse, 3 104 m
- le Monte Ferra, 3 094 m
- le Pelvo d'Elva, 3 064 m
- le Monte Faraut, 3 046 m
- le Monte Chersogno, 3 026 m
- la Cima Sebolet, 3 023 m
- la Rocca Bianca, 3 021 m

## Tourisme
Le tourisme est peu développé. Il s'agit essentiellement de randonnée (estivale et hivernale) et d'alpinisme.

### Stations de sports d'hiver
- Acceglio
- Canosio
- Larche
- Prazzo Superiore